# Шериф Екрами
Шериф Екрами Ахмед Ахмед ел Шаат (арап. شريف إكرامي‎, романизовано Sherif Ekramy ِAhmed Ahmed El-Shahat; Каиро, 10. јул 1983)  професионални је египатски фудбалер који игра на позицији голмана.

## Играчка каријера
Екрами је поникао у фудбалској школим екипе Ал Ахлија из Каира, тима у ком је провео највећи део каријере, одиграо преко 230 званичних утакмица и освојио бројне домаће и међународне трофеје. Једно краће време у каријери играо јеи за холандски Фајенорд из Ротердама, турски Анкарагуџу и египатску Ел Гуну.

## Репрезентативна каријера
За сениорску репрезентацију Египта дебитовао је у пријатељској утакмици против Уругваја играној 16. августа 2006. године. Пре тога играо је за младу репрезентацију Египта за коју је одиграо укупно 9 утакмица, и са којом је учестовао на два светска првенства за младе (у Аргентини 2001. и Емиратима 2003. године).
Налазио се и на списку египатске репрезентације на Светском првенству 2018. у Русији.